# Centris
Centris  (лат.) — род пчёл, из трибы Centridini семейства Apidae.

## Распространение
Неотропика: от США до Аргентины.

## Описание
Очень крупные пчёлы (до 3 см), способные выдерживать высокие температуры аридых регионов, когда другие виды пчёл уже не летают. Собирательные волоски образуют так называемую корзинку.
В Коста-Рике отмечено использование (lachryphagous; питание?) пчёлами Centris и бабочками Dryas iulia (Nymphalidae) слёз крокодила Crocodylus acutus.

## Классификация
Около 100 видов.
- Centris errans
- Centris pallida
- Centris tarsata
- Другие виды